# Atvars Tribuncovs
Atvars Tribuncovs (Ogre, 14 ottobre 1976) è un hockeista su ghiaccio lettone.

## Carriera
Nel corso della sua carriera ha indossato, tra le altre, le maglie di HK Pardaugava Riga, Stoczniowiec Gdansk, HC Spartak Mosca, Kokkolan Hermes, Lukko, Hamburg Crocodiles, REV Bremerhaven, Berlin Capitals, Mora IK, Kärpät, Färjestads BK, HC Lada Togliatti, Dinamo Riga e Skellefteå AIK.